# ブラジル (カクテル)
ブラジルとは、ワインをベースとするカクテルであり、ショートドリンク（ショートカクテル）に分類される。ブラジルは、古くから存在していたカクテルとして知られている

。

## 標準的なレシピ
- ドライ・シェリー ： ドライ・ベルモット ＝ 1：1
- アンゴスチュラ・ビターズ ＝ 1dash
- アブサン系リキュール ＝ 1dash
- レモンの果皮 （香り付け用）

### 作り方
ドライ・シェリー、ドライ・ベルモット、アンゴスチュラ・ビターズ、アブサンをミキシング・グラスでステアして、それをカクテル・グラス（容量75〜90ml程度）に注ぐ。最後に、レモンの果皮より精油を絞りかければ完成である。

### 備考
- アンゴスチュラ・ビターズは、アロマチック・ビターズで代用しても良い[2]。
- アンゴスチュラ・ビターズは、ミキシング・グラスには入れずに、カクテル・グラスに注いでから加えることもある[3]。
- 香り付けのためのレモンの果皮を、使用しないこともある。
- ステアではなく、シェークで作ることもある。